# Cracker (televisieserie)
Cracker is een Britse misdaad-televisieserie, geproduceerd door Granada Television voor ITV en gemaakt en hoofdzakelijk geschreven door Jimmy McGovern. De serie ging over een criminele psycholoog (of kraker), Eddie Fitz Fitzgerald, gespeeld door Robbie Coltrane. Opgenomen in Manchester, bestond de serie uit drie reeksen, die liepen van 1993 tot 1995. Een 100-minuten lange special volgde in 1996 in Hongkong en een nog eens twee uur durende aflevering in 2006.
Naast Coltrane, speelde Christopher Eccleston als Detective Chief Inspector David Bilborough, Geraldine Somerville als  Detective Sergeant Jane "Panhandle" Penhaligon, Lorcan Cranitch als DS Jimmy Beck, Barbara Flynn als Fitz vrouw Judith en Kieran O'Brien als zijn tienerzoon Mark.
De serie is voornamelijk gefilmd in Zuid-Manchester, op plaatsen zoals  Didsbury (waar Fitz woonde) en het politiebureau op Longsight. Het inwendige van het politiebureau werd gefilmd in het oude Daily Mirror-kantoor in het centrum van Manchester, nu The Printworks detailhandel. Andere opnames werden gemaakt in Manchester Victoria Station, St Peter's Square, de Arndale Centre, University of Salford, het Ramada Hotel en de Morrisons supermarkt in Chorlton-cum-Hardy.